# Vasilije III Petrović-Njegoš
Il Vladika Vasilije III Petrović Njegoš (Njeguši, 1709 – San Pietroburgo, 10 marzo 1766) fu un principe-vescovo (vladika) di Montenegro.

## Biografia
Vasilije III Petrović Njegoš era fratello del reggente de facto del Montenegro, Sava II Petrović-Njegoš, il quale lo associò a sé come Vladika (Principe-Vescovo) dal 1750 alla propria morte nel 1766.
Egli fu scrittore e pubblicò diverse opere letterarie tra cui una "Breve storia del Montenegro" (Istorija o Černoj Gori), pubblicata a Mosca nel 1754, la quale è ad oggi il suo più famoso lavoro e può essere considerato il primo lavoro storiografico moderno che tenta di ricostruire la storia del Montenegro, rappresentando non solo un valido spunto storiografico, ma anche geografico, etnologico ed etico per la descrizione del paese.
In una sua composizione poetica, l'"Ode a Nemanja", il fondatore della dinastia medioevale serba, Vasilije evocò il passato serbo nella speranza di esaltare l'animo del proprio paese per il fine del raggiungimento dell'agognata indipendenza.
Proprio in linea con questo pensiero, che poi era quello fondante della politica del fratello coreggente, trascorse gran parte della propria reggenza all'estero, in Russia, cercando di intessere relazioni diplomatiche che potessero spingere ad un'alleanza tra l'Impero russo e l'area del Montenegro. Vasilije III morì infatti a San Pietroburgo il 10 marzo 1766.